# Schweizerbote

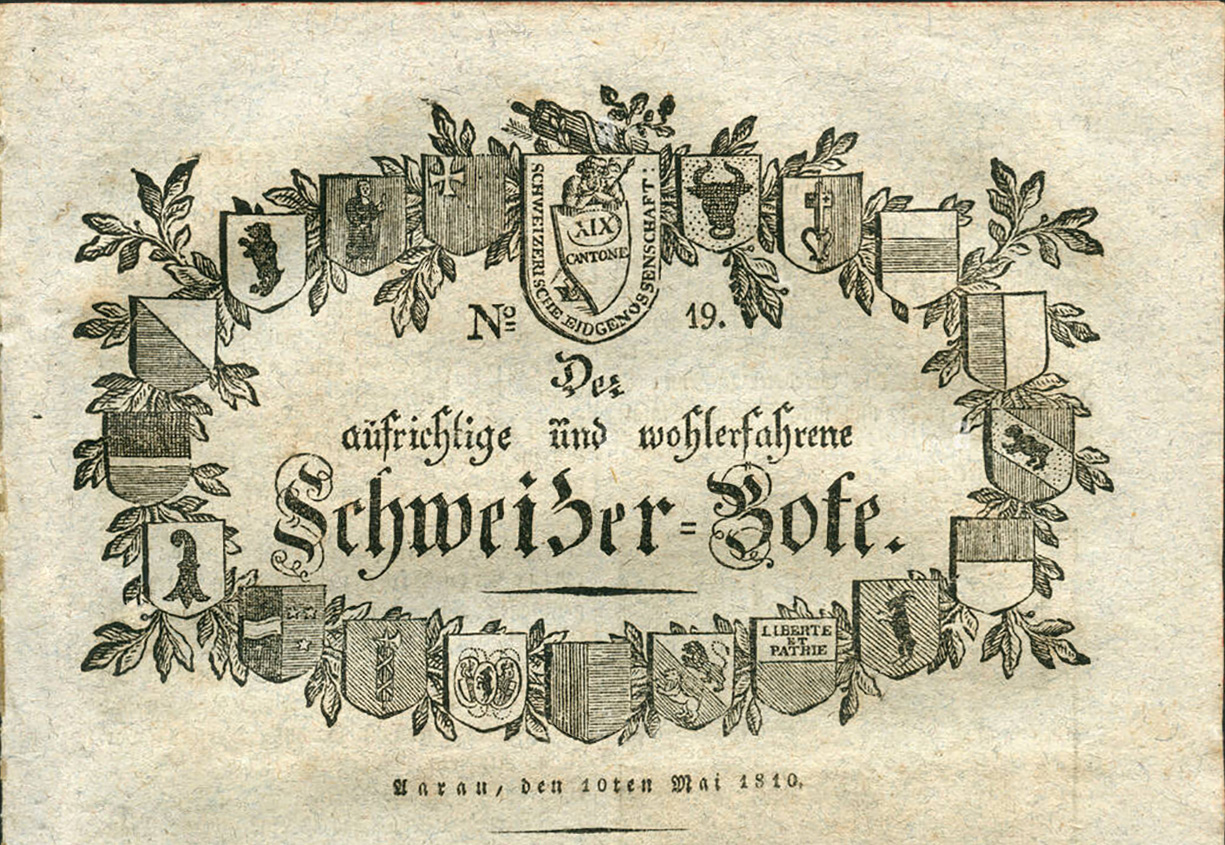
Titel des Schweizer-Boten im Mai 1810

Der Schweizerbote (Eigenschreibweise Der Schweizer-Bote) war eine von Heinrich Zschokke gegründete Schweizer Zeitung. Ihr voller Titel lautete bis 1836 Der aufrichtige und wohlerfahr(e)ne Schweizer-Bote, auf den Titelblättern der gebundenen Jahrgänge mit dem Zusatz welcher nach seiner Art einfältiglich erzählt, was sich im lieben schweizerischen Vaterlande zugetragen, und was ausserdem die klugen Leute und die Narren in der Welt thun. Der Schweizer-Bote erschien von 1798 bis 1800 zunächst in Luzern und nach einer mehrjährigen Unterbrechung von 1804 bis 1878 in Aarau bei Sauerländer. Ihre bedeutendste Phase hatte die liberal und volkserzieherisch ausgerichtete Zeitung im jungen Kanton Aargau ab etwa 1815 bis zur Gründung des Schweizer Bundesstaates 1848. Sie erschien anfänglich einmal wöchentlich, später mehrmals pro Woche und als Tageszeitung. 

## Geschichte

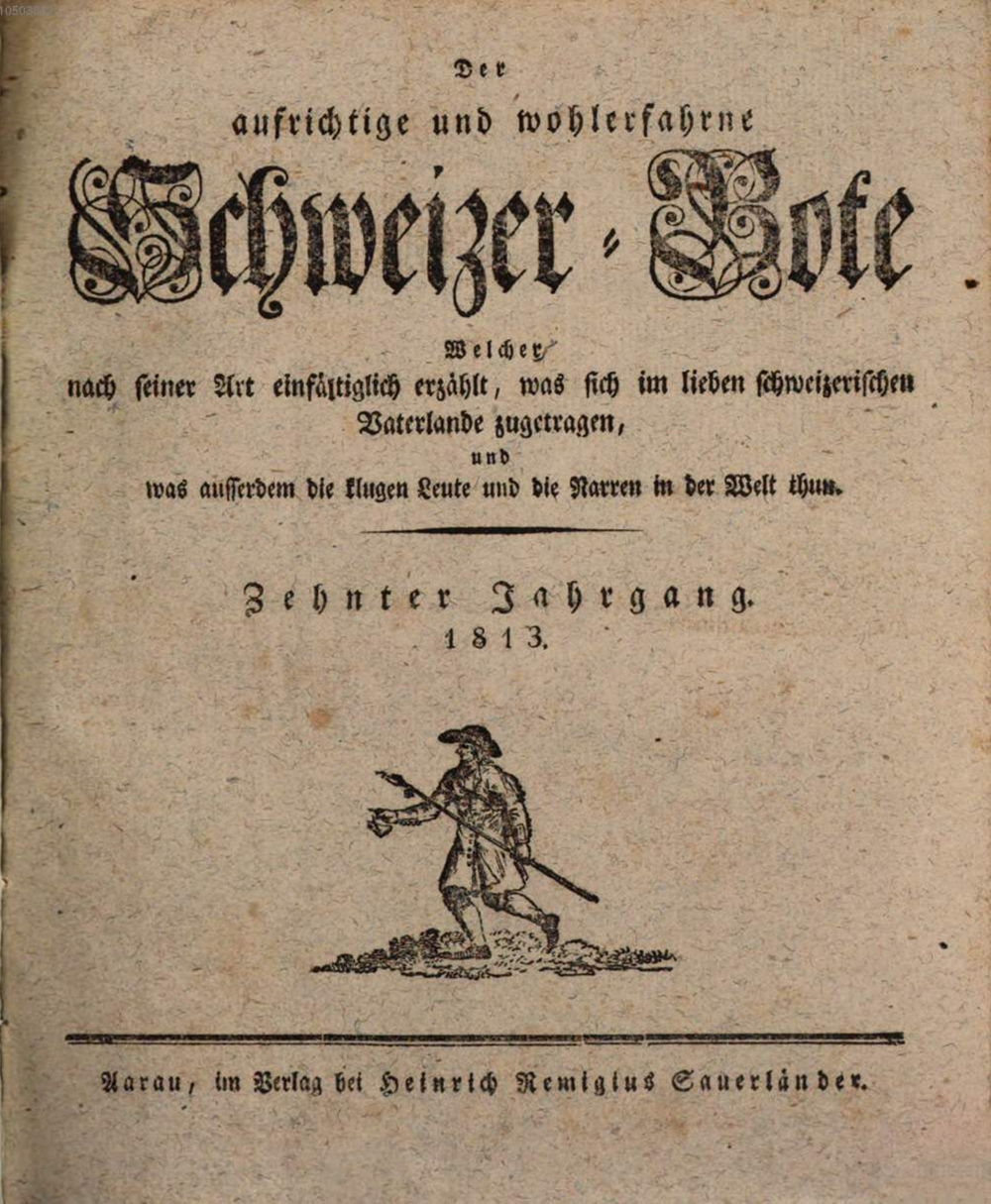
Titelblatt des Schweizer Boten im 10. Jahr seines Erscheinens in Aarau (1813)

Aus Mitteldeutschland kommend und noch kaum zwei Jahre auf Schweizer Boden, hatte Zschokke die Demokratiebewegung und den Einheitsgedanken nach der Gründung der Helvetischen Republik als unterstützenswert erkannt. Von Philipp Albert Stapfer protegiert, arbeitete Zschokke ab 1798 zunächst im Ministerium der Künste und Wissenschaften. Von 1798 bis 1800 gab er bereits in Luzern den Schweizer-Boten heraus. Als Verlagsort der letzten Nummer ist Bern angegeben. Zschokke setzte die Publikation ab 1804 in Aarau fort, wo er ab 1802 wirkte. Die ersten Nummern des Aarauer Schweizer-Boten wurden noch in Zürich gedruckt, ab dem 2. März 1804 war der Druckort ebenfalls Aarau.: S. 27
Anfänglich vermischten sich die Nachrichten mit dem Kommentar, und die Meldungen wirkten vielfach beschwichtigend. Nach Selbstauskunft heisst es, er wolle «etwas Neues erzählen, von dem was in der Welt vorgeht und von dem was darin vorgehen sollte». Abgedruckt wurde beispielsweise ein fingierter Briefwechsel mit dem türkischen Kaiser, in dem die aktuelle Weltpolitik und die helvetischen Verhältnisse moralisierend und belehrend dargestellt werden. Eine Episode handelt von der Suche des Kaisers nach Schweizer Söldnern, die die Griechen versklaven sollten, um ihnen «die Freiheit auszutreiben». Darauf antwortete der Schweizerbote, es habe solche Menschen hier im Land, nämlich «leider, halbadelige Konservative». Nur durch die Verschiebung ins Anekdotische konnten derartige Inhalte verpackt werden.: S. 32 Der Politiker, Historiker und Aarauer Gymnasiallehrer Andreas Müller stellt in seiner Geschichte der politischen Presse im Aargau die Frage in den Raum, ob der Schweizer-Bote (in dieser Phase) überhaupt als Zeitung oder eher als Zeitschrift anzusehen sei, kommt aber zum Schluss, dass sich mit den überstürzenden Ereignissen in der Helvetischen Republik 1799/1800 «jede Gemütlichkeit» verloren habe und der Schweizer-Bote «voll und ganz zur Zeitung» geworden sei.: S. 32 Schon damals stand die Nachprüfbarkeit von Sachverhalten an oberster Stelle. So schrieb Zschokke einem Leserbriefschreiber: «Geschichten, wie er mir erzählt, müssen verbürgt seyn.»: S. 33
Neben seiner journalistischen und verlegerischen Tätigkeit war Zschokke auch politisch tätig. In den Zeiten der politischen Zensur und des Zeitungsverbots in einzelnen Kantonen wie beispielsweise im Kanton Basel im Februar 1808 war den Behörden die liberale Haltung des Blattes suspekt. Neu gegründete Konkurrenzblätter wurden von Zschokke «mit Wohlwollen oder Häme, je nach der politischen Grundhaltung des Blattes» kommentiert. So wird dem Solothurner Wochenblatt 1810 viel Erfolg gewünscht, dem Bauernfreund aus dem Kanton Thurgau hingegen spricht er «trotz aller Bauernfreundschaft» die Wahrheitsfindung ab.: S. 34
Nach der Julirevolution von 1830, deren Auswirkungen auch bis in die Schweiz zu spüren waren, wurde der Schweizerbote, «der so gerne Zensuren erteilte, […] in dieser Phase, weil er Regierungsblatt im Aargau ist, zusehends zahmer».: S. 61 Ab diesem Jahr erschien das Blatt zweimal wöchentlich. Später stieg die Erscheinungsfrequenz weiter bis auf sechsmal wöchentliches Erscheinen, womit der Schweizer-Bote zur Tageszeitung geworden war.
1836 veröffentlichte Zschokke seinen sogenannten Vertrag mit der Leserschaft, der von Müller als eine «Art journalistische[s] Testament» bezeichnet wird, in dem sich Zschokke «eindeutig dem Schweizergeist verschrieben» habe und nicht in «aargauischen Querelen» verlieren wollte.: S. 81 1837 trat Zschokke als Redaktor zurück. Sein Nachfolger war Heinrich Remigius Sauerländer. Dieser wurde ab 1847 von wechselnden Redaktoren abgelöst. Das Jahrzehnt bis zu Zschokkes Tod im Juni 1848 wird von Müller als die Blütezeit der Zeitung angesehen. Die Jahre danach waren von wenig Entwicklung geprägt. 1850 bis 1856 leitete der Volksdichter Jakob Frey das Blatt, der somit der erste angestellte Redaktor im Kanton war. Nur zwei Jahre war Frey auch politisch aktiv. Niederschlag fand seine Arbeit in der Zeitung in seinen Erzählungen Schützenacker und Freiheitsbaum.: S. 81–82 Ihm folgte Augustin Keller.
Auf den 1. Januar 1874 wurde der Schweizer-Bote von einer Gesellschaft freisinniger Aargauer aus allen Theilen des Kantons übernommen und als Parteiorgan mit liberal-konservativer Ausrichtung fortgeführt. 1878 wurde das Erscheinen eingestellt.: S. 83

## Rezeption
Nach Ansicht von Hans Fahrländer, Präsident der Heinrich-Zschokke-Gesellschaft und ehemaliger Chefredaktor des Aargauer Tagblatts und der Aargauer Zeitung, «ist Zschokke eine Pioniertat geglückt, welche die Volksbildung, die Demokratie und die Bürgerbeteiligung im jungen Kanton Aargau und in der Schweiz entscheidend vorangebracht hat». Corinne Leuenberger schreibt im Historischen Lexikon der Schweiz, dass der preiswerte und weit verbreitete Schweizerbote auch, nachdem er als liberale Zeitung 1828 Konkurrenz von der Appenzeller Zeitung und dem Schweizerischen Beobachter erhalten hatte, «das massgebliche volksaufklärer. Organ» geblieben sei.
Das Ende des Schweizer-Boten sieht Müller in der verpassten Chance, «ein schweizerisches Organ» zu werden, begründet und in seinem zuletzt «tantenhaften» Image, nicht in wirtschaftlicher Not. Er sei zwar die «graue Eminenz» im Aargau geblieben und gern von anderen Blättern zitiert, zugleich aber oft als «Moniteur» oder «Residenzblatt» gehänselt worden.: S. 82–83